# Александрас Лілейкіс
Александрас Лілейкіс (лит. Aleksandras Lileikis; 10 червня 1907, Папруджяй, Російська імперія — 26 вересня 2000, Вільнюс, Литва) — литовський поліціянт, звинувачений в участі у геноциді євреїв у роки німецької окупації. Після війни жив у Німеччині, потім у США, був позбавлений американського громадянства, повернувся до Литви, де й помер.

## Біографія
Народився у 1907 році у бідній селянській родині. Закінчив початкову школу, потім гімназію у Кражяї та Каунаське військове училище. Потім вивчав право в Університеті Вітовта Великого. Під час навчання працював у каунаському відділенні Департаменту поліції. У 1937—1939 роках працював у литовській поліції безпеки у Маріямполі. Потім у 1939 році після передачі Вільнюса до Литви перейшов працювати у вільнюське відділення поліції безпеки заступником начальника. Займався боротьбою з польським підпіллям і контролем за біженцями з окупованої німцями Польщі, переважно євреями.
Коли Литва була включена до складу СРСР у 1940 році, Лілейкіс поїхав до Німеччини та в червні 1941 року звертався за отриманням німецького громадянства. 20 серпня 1941 року Лілейкіс повернувся в окуповану німцями Литву. Він керував вільнюським відділенням створеної окупантами литовської поліції безпеки. Негайно після вступу на посаду Лілейкіс реорганізував роботу поліції безпеки за моделлю гестапо — зі створенням спеціального відділу по євреях і комуністам (лит. Komunistų-Žydų Skyrius). До виняткової компетенції поліції безпеки були віднесені євреї-підпільники, євреї, які підозрювалися у зв'язках з комуністами, особи, які допомагали євреям і євреї, які втекли з гетто. Згідно з інструкціями Лілейкіса, звичайна поліція євреїв, які порушували антиєврейські укази (наприклад, вимога носити жовту зірку або заборону купівлі їжі на ринку) просто відправляла у в'язницю з наступним розстрілом у Понарах.
Після війни Лілейкіс поїхав до Німеччини, а потім у 1955 році — до США, отримав американське громадянство та жив у Норвуді, штат Массачусетс. Згідно з розсекреченими у 2014 році у США документами, у 1952 році Лілейкіса найняло Центральне розвідувальне управління і він отримував 1700 доларів на рік до імміграції до США. У ЦРУ знали про причетність Лілейкіса до геноциду євреїв, проте допомогли в'їхати до США. ЦРУ також намагалося перешкодити розслідуванню Міністерства юстиції США щодо Лілейкіса, побоюючись розголошення секретної інформації щодо його шпигунської діяльності.
Розслідування, проведене Міністерством юстиції США, виявило особисту причетність Лілейкіса до геноциду євреїв у Литві. Після цього Лілейкіса позбавили американського громадянства. 18 червня 1996 року він залишив США та прибув до Вільнюса. У Литві він опублікував книгу мемуарів «Pažadinto laiko pėdsakais», в якій заперечував звинувачення та стверджував, що співпрацював з антинацистським підпіллям і навіть перешкоджав убивствам євреїв. Однак, як пише історик Арунас Бубніс, жодних документів на підтвердження слів Лілейкіса в архівах знайти не вдалося. Навпаки, в архівах знайшлися документи, які підтверджують участь Лілейкіса у Голокості.
Литовська влада затягнула розслідування справи Лілейкіса. Під час суду Лілейкіс помер від інфаркту у вільнюській лікарні 26 вересня 2000 року. Поховано 29 вересня у сімейній могилі поруч з батьками, братами та сестрою, на міському цвинтарі Вайгува Кельмеського району.

## Розслідування злочинів
Розслідування США було розпочато у жовтні 1982 року і тривало 11 років. Основна проблема для слідчих полягала в тому, що вони не мали документів з підписом Лілейкіса — щоб викрити його у прямій причетності до вбивств. СРСР відмовив американським слідчим у допомозі у наданні інформації з архівів.
У листопаді 1990 року, після проголошення незалежності Литви від СРСР, докторант Університету Мічигана Майкл Макквін, який писав роботу з польсько-литовського конфлікту у роки Другої світової війни, отримав доступ до архіву Вільнюса. Прямі докази проти Лілейкіса Макквін знайшов лише у четвертий свій візит до Вільнюса у вересні 1993 року. Серед безлічі наказів про арешти та розстріли, підписані Лілейкісом, знайдено наказ на 6-річну дівчинку та її матір — Фруму та Гіту Капланів. Їх заарештували 28 листопада та вбито у Понарах 22 грудня 1941 року. Знайдено кілька аналогічних наказів за підписом Лілейкіса про «передачу німецької поліції безпеки». Це евфемізм, який приховував передачу в руки розстрільної айнзатцкоманди Іпатінґас буріс.
21 вересня 1994 року помічник генерального прокурора США Девід Маккей та юрист Вільям Кенеті з Управління спеціальних розслідувань Міністерства юстиції передали справу Лілейкіса до суду Бостона. За угодою між прокуратурою, Мін'юстом і ЦРУ в обвинувальних матеріалах не торкалося питання роботи Лілейкіса на американську розвідку перед імміграцією до США.
Процес викликав величезний інтерес громадськості та засобів масової інформації. У суді Лілейкіс відмовився відповідати на запитання, посилаючись на П'яту поправку до Конституції США. Однак суд вважав відсилання до П'ятої поправки визнанням вини.
Суд вирішив, що Лілейкіс як начальник поліції безпеки наказував заарештовувати євреїв лише за те, що вони євреї та відправляли їх на знищення. Суд ухвалив, що заборона Конгресу на в'їзд до США безпосередніх виконавців геноциду поширюється і на тих, хто віддавав такі накази. Макквін писав, що Лілейкіс точно знав, що євреї, яких він передавав каральним загонам у Понари, будуть вбиті. Він називав Лілекіса вбивцею, який вбиває авторучкою, а не пістолетом, підписуючи накази.
Литовський уряд у січні 1995 року заявив, що «не виявлено доказів того, що Лілейкіс брав участь у вбивствах або ж віддавав накази вбивати будь-кого». Попри надані Міністерством юстиції США матеріали розслідування, зокрема накази з особистим підписом Лілейкіса про винищення євреїв, литовські чиновники посилалися на юридичні та технічні складнощі. Попри зусилля Центру Симона Візенталя, який вимагав проведення розслідування, справа не відкривалася. Після втручання віцепрезидента США Альберта Ґора литовська влада розпочала формальне розслідування, але потім призупинила його з посиланням на здоров'я обвинуваченого та не завершила до його смерті. У литовському суді незадовго до смерті Лілейкіс стверджував, що він поважає єврейську націю, відчуває симпатію до жертв Голокосту і не брав участі у вбивстві євреїв під час нацистської окупації.
Заступника Лілейкіса Казіс Гімжаускас у лютому 2003 року визнано винним у геноциді євреїв, але звільнено від покарання у зв'язку з невиліковним психічним захворюванням. Гімжаускас помер невдовзі після суду.

## Пам'ять
Смертний вирок Фруме та Гіті Капланам за підписом Лілейкіса у грудні 2008 року передано Департаментом юстиції США Меморіальному музею Голокосту серед 50 тисяч інших документів про розслідування щодо військових злочинців у США.